# Fritz Riess
Fritz Riess es un deportista alemán que compitió para la RFA en vela en la clase Star. Ganó dos medallas en el Campeonato Europeo de Star, oro en 1966 y plata en 1967.

## Palmarés internacional
| Campeonato Europeo | Campeonato Europeo | Campeonato Europeo | Campeonato Europeo |
| Año                | Lugar              | Medalla            | Clase              |
| ------------------ | ------------------ | ------------------ | ------------------ |
| 1966               | Varberg (Suecia)   | Medalla de oro     | Star               |
| 1967               | Cascaes (Portugal) | Medalla de plata   | Star               |